# Sender Nahetal
Der Sender Nahetal ist eine Sendeanlage des Südwestrundfunks für UKW-Hörfunk auf dem Volkesberg in Idar-Oberstein. Er befindet sich südlich des Bahnhofs Idar-Oberstein und wird von den Straßen „Klinkstraße“ und „Volkesberg“ umringt.

## Frequenzen und Programme

### Analoges Radio (UKW)
| Frequenz (MHz) | Programm             | RDS PS   | RDS PI | Regionalisierung     | ERP (kW) | Antennendiagramm rund (ND)/gerichtet (D) | Polarisation horizontal (H)/vertikal (V) |
| -------------- | -------------------- | -------- | ------ | -------------------- | -------- | ---------------------------------------- | ---------------------------------------- |
| 88,5           | SWR1 Rheinland-Pfalz | SWR1_RP_ | D3A1   | –                    | 0,01     | ND                                       | H                                        |
| 95,1           | SWR Kultur           | SWR_Kult | D3A2   | Rheinland-Pfalz      | 0,01     | ND                                       | H                                        |
| 98,1           | SWR3                 | __SWR3__ | D3A3   | Rheinland-Pfalz/Köln | 0,01     | ND                                       | H                                        |

### Analoges Fernsehprogramm (PAL)
Vor der Umstellung auf DVB-T liefen hier die folgenden analogen TV-Sender:
| Kanal | Frequenz (MHz) | Programm        | ERP (kW) | Antennendiagramm rund (ND)/ gerichtet (D) | Polarisation horizontal (H)/ vertikal (V) |
| ----- | -------------- | --------------- | -------- | ----------------------------------------- | ----------------------------------------- |
| 5     | 175,25         | Das Erste (SWR) | 0,0055   | D (335°)                                  | H                                         |